# Aloe commixta
Aloe commixta é uma espécie de liliopsida do gênero Aloe, pertencente à família Asphodelaceae.